# Патрульные катера типа «Флювефискен»

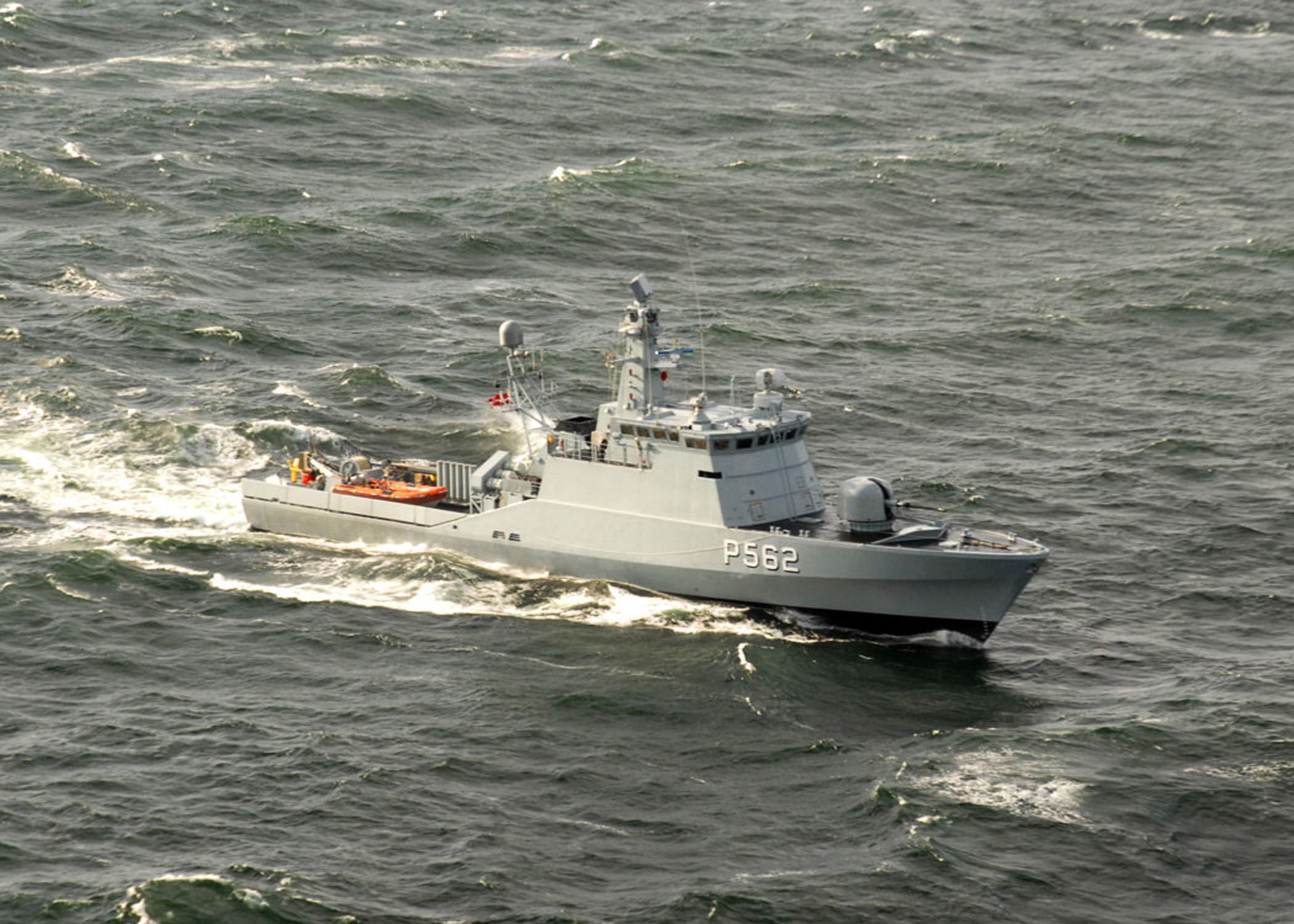
P562 Viben

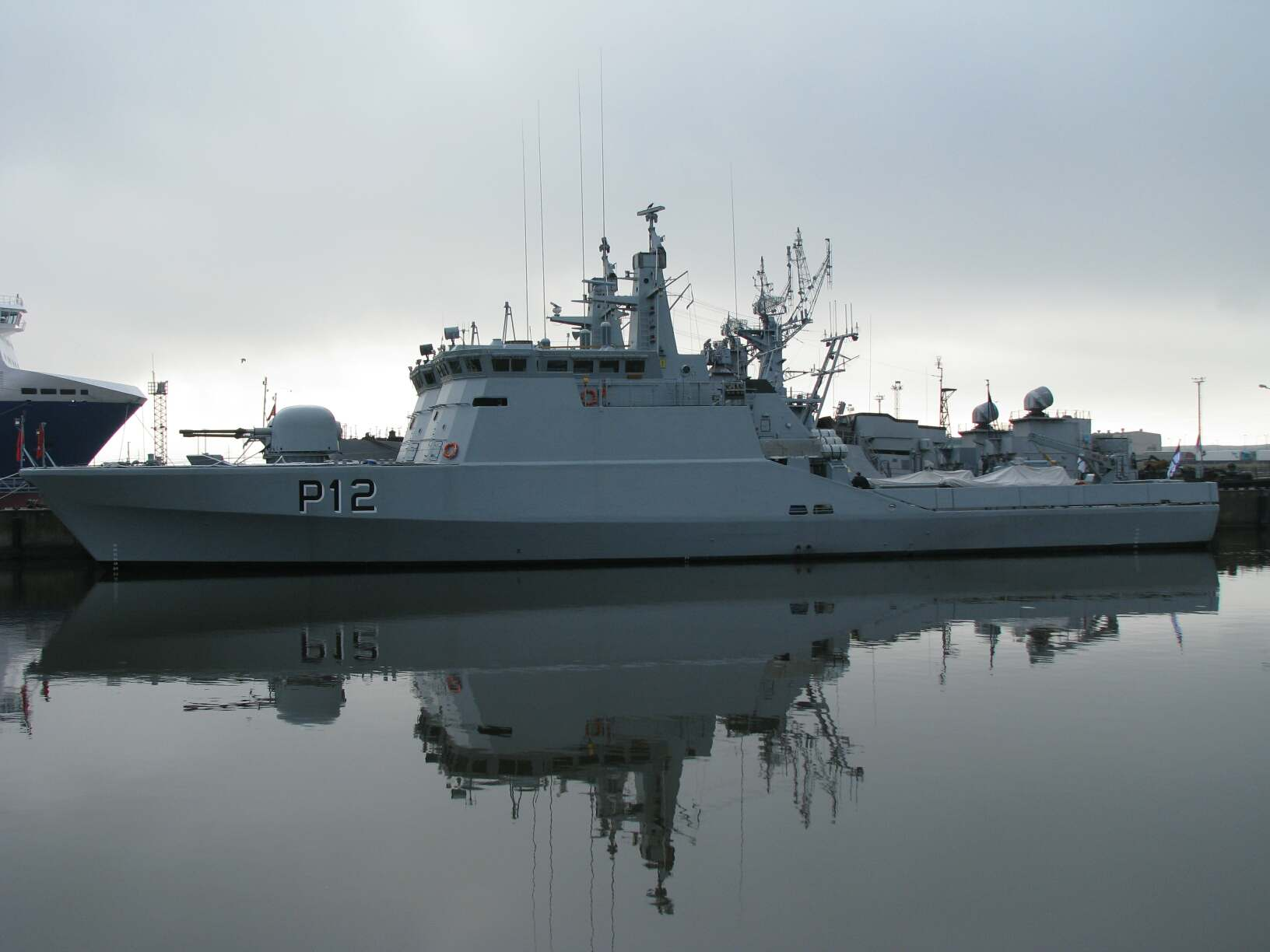
Патрульный катер ВМС Литвы

Патрульные катера типа «Флювефискен» (с дат. — «летучая рыба», также Standard Flex 300, SF300) — серия из 14 многоцелевых кораблей ВМС Дании.

## Конструкция
Патрульные катера типа «Флювефискен» разрабатывались в соответствии с инновационной модульной концепцией, известной как StanFlex. Унифицированный корпус имеет гнёзда (слоты) для установки в них стандартизованных сменных модулей, содержащих вооружение и оборудование. Быстрая смена вооружения и оборудования и замена программного обеспечения боевой информационной системы позволяет изменить функции корабля и его предназначение.
Размер подпалубной части сменного модуля 3,5 × 3 × 2,5 м. Один модуль располагается в носовой части корабля, три других — в кормовой части за надстройкой и дымовыми трубами. Каждый модуль имеет стандартные разъёмы для подключения к электросети и системам управления. Оружие и оборудование устанавливается в надпалубной части модуля, а электронные и электромеханические устройства — в подпалубной части. Не занятое модулем гнездо (слот) закрывается специальной крышкой. Для установки одного модуля требуется подъёмный кран грузоподъёмностью 15 тонн и около 30 минут времени. Настройка оборудования и программного обеспечения занимает несколько часов. Полное переоборудование корабля (демонтаж одних оружейных комплексов и систем управления, монтаж и настройка других) занимает до 12 часов.
Разработаны следующие типы сменных модулей:
- 76-мм артиллерийская установка «ОТО Мелара»;
- Установка вертикального пуска Mk 48 mod 3 на 6 ЗУР «Си Спарроу»;
- Две счетверённые пусковые установки ПКР «Гарпун» Block 1С
- Два 533-мм торпедных аппарата для торпед РРУ613
- Подъёмный кран и пост управления подводными аппаратами;
- Система минных постановок (с боезапасом до 60 мин).

Корпус корабля построен из композитного материала — пенополивинилхлорида с защитным слоем из стеклопластика. Материал лёгок и не обладает магнитными свойствами, что важно для применения кораблей в качестве тральщиков. Из того же материала 20 лет спустя были построены корабли новых типов: «Diana» и «Holm».

### Двигательная установка
Двигательная установка выполнена по схеме CODAG. Форсажный двигатель, газовая турбина General Electric LM500 мощностью 5450 л.с., работает на центральный пятилопастный винт постоянного шага. Два дизеля MTU 16V 396TB94 с суммарной мощностью 5670 л.с. работают на два боковых винта переменного шага (каждый на свой винт) Имеется также носовое подруливающее устройство и стабилизатор качки с выдвижными успокоителями качки и системой цистерн. Управление двигательной установкой осуществляет система Lyngso Marine.

## Варианты комплектации
Предусмотрены следующие варианты комплектации кораблей:
- Патрульный корабль;
- Ракетный корабль;
- Противолодочный корабль;
- Тральщик — искатель мин;
- Минный заградитель;
- Судно наблюдения и контроля за состоянием окружающей среды.

Базовым является вариант патрульного корабля. Он предусматривает:
- 76-мм артиллерийскую установку в носовом слоте;
- Контейнеры для хранения оборудования в двух кормовых слотах;
- Подъёмный кран, используемый для спасательных операций и спуска на воду надувной моторной лодки группы досмотра.

В наиболее сложном варианте тральщика на корабле устанавливается:
- 76-мм АУ в носовой части;
- УВП ЗУР «Си Спарроу» в одном из кормовых слотов;
- Посту IBIS-43 для управления самоходными телеуправляемыми катерами, каждый из которых буксирует подводный аппарат с ГАС бокового обзора TSM 2054;
- Кран для спуска на воду моторной лодки, используемой водолазами-подрывниками;
- 1—2 управляемых подводных аппарата «Дабл игл», размещаемых на палубе.

## Универсальность
Патрульные катера типа «Флювефискен» заменили собой три устаревших типа кораблей датского флота: шесть торпедных катеров типа Søløven (1965-90), шесть тральщиков типа Sund (1955-99) и восемь патрульных катеров типа Daphne (1961-91). Это стало возможным благодаря системе StanFlex и новых технологиям.
Подлежавшие замене устаревшие корабли использовали тактику Второй и даже Первой мировой войны. Фанерные торпедные катера типа Søløven атаковали противника торпедами на скорости 54 узла и так же быстро уходили. «Флювефискен» не обладает такой скоростью, но он вооружён противокорабельными ракетами «Гарпун» и поэтому гораздо лучше выполняет ту же задачу.
Тральщики типа Sund (бывшие американские тральщики типа «Адъютант») были построены из дерева, бронзы и других немагнитных материалов. Они
тралили минные поля параванами, которые несли генераторы магнитных и акустических полей для активизации донных мин и цепные фрезы для обрезания тросов якорных мин. Катера типа «Флювефискен» в роли тральщиков обнаруживают мины с помощью гидролокатора бокового обзора и нейтрализуют их с помощью дистанционно управляемого подводного аппарата.
Охотники типа Daphne, проплывая над подводной лодкой, атаковали её глубинными бомбами, установленными для срабатывания на определённой глубине. Катера типа «Флювефискен» вооружены противолодочными торпедами.

## Вооружение

### Боевая информационная система
Управление вооружением осуществляется из боевого информационного поста, где устанавливаются 3-6 пультов операторов (Standard Console Type IIA фирмы «Терма электроник»). Каждый пульт оснащён двумя цветными дисплеями для отображения данных от различных сенсоров и информации о работе оборудования и боевой обстановке в реальном масштабе времени.
Боевая информационная система (C3I) разработана компаниями Saab Systems и Terma Elektronik. Она представляет собой сеть распределённых процессоров, связанных сетью Ethernet (IEEE 802.3). Открытая архитектура позволяет добавлять новое вооружение и оборудование путём добавления в сеть новых узлов. Программное обеспечение написано на языке Ada.
Система управления оружием Celchis Tech 9LV 200 (Saab Systems 9LV Mk3) предназначена для управления огнём артиллерийской установки и ЗУР «Си Спарроу» по двум независимым каналам. Один из каналов использует РЛС (на первых семи кораблях — AWS-6G, на остальных — TRS-3D/16G), другой — оптоэлектронные средства обнаружения и сопровождения (инфракрасную и телевизионную камеры, лазерный дальномер).
ВМС Дании начали работы по модернизации программы боевой информационной системы корабля. Новая система получила название C-FLEX. Доработкой программного обеспечения занимались датские компании Terma и Systematic, а Maersk Data Defence (бывшая Infocom) разрабатывала консоли и сетевые устройства.
Наряду с улучшенной функциональностью, C-FLEX позволила работать с зенитными ракетами ESSM и противокорабельными ракетами Harpoon Block II с возможностью ударов по наземным объектам. Испытания C-FLEX проводились HDMS Lommen, а в феврале 2004 года она была принята на вооружение.

### Ракетное оружие
Основным противокорабельным оружием является ракета «Гарпун» (8 единиц в двух четырёхконтейнерных пусковых установках). Ракета имеет инерционную систему наведения, которая действует на маршевом участке траектории, и активное радиолокационное самонаведение на конечном участке. Дальность стрельбы составляет 120 км, масса боевой части — 220 кг.
Основным оружием системы ПВО является ракета «Си Спарроу» в установках вертикального пуска Mk48 mod 3 (устанавливается на ракетных катерах, тральщиках и минных заградителях). УВП рассчитана на 6 ракет. Дальность стрельбы составляет 14 км, система наведения — полуактивная радиолокационная.

### Артиллерия
76-мм артиллерийская установка OTO Melara имеет скоростельность 120 выстрелов в минуту и дальность стрельбы 16 км.

### Торпеды и мины
Для борьбы с надводными целями на кораблях устанавливаются два 533-мм торпедных аппарата с управляемыми по проводам торпедами Bofors TP613 с пассивным самонаведением. Для противолодочных операций устанавливаются противолодочные торпеды и бомбосбрасыватели. Для минных постановок корабли оснащаются минными путями и боезапасом 60 глубинных бомб.

### Средства противодействия
Для обнаружения мин корабли оснащены системой обработки данных Thales Underwater Systems (в прошлом Thomson Marconi) IBIS 43, гидролокаторами бокового обзора Thales Underwater Systems 2054 и двумя дистанционно управляемыми подводными аппаратами фирмы Danyard. Каждый аппарат оснащён ГАС 2054 и буксируется на глубине до 200 м.
В качестве средств электронного противодействия корабли оснащены системой предупреждения о радарном облучении Thales Defence Sabre и постановщиком помех Thales Defence Cygnus.
Во время модернизации на кораблях смонтирована система Terma DLS для запуска пассивных помех. В качестве боеприпасов используются 130-мм патроны Chimera фирмы Chemring (радиолокационныи и инфракрасные помехи). Система использует пусковые установки Nato Sea Gnat.

### Электронное оборудование
Первые 7 кораблей в качестве обзорного радара использовали двухкоординатный радар AWS-6 диапазона G фирмы Selex Sistemi Integrati (бывшая Alenia Marconi Systems). Последующие 7 кораблей оснащались трёхкоординатной РЛС TRS-3D/16 G-диапазона компании EADS Defence Electronics. TRS-3D/16 обеспечивает обнаружение целей на расстоянии до 200 км. Кроме того, имеется радар Terma Scanter Mil, работающий в диапазонах E/F и I/J. Навигацию обеспечивает РЛС Furuno диапазона I.
В стандартной комплектации на кораблях устанавливается внутрикорпусная активная высокочастотная ГАС
Saab Systems CTS 36. Для противолодочных операций дополнительно устанавливается буксируемая ГАС Thales Underwater Systems TMS 2640.

## Состав серии
Первоначально предполагалось иметь в составе флота 16 кораблей этого типа, но по финансовым причинам программа была сокращена до 14 единиц:
| Название    | Номер | Заложен    | Спущен     | В строю    | Списан     | Роль           | Значение названия | Название в ВМС Литвы |
| ----------- | ----- | ---------- | ---------- | ---------- | ---------- | -------------- | ----------------- | -------------------- |
| Серия 1     |       |            |            |            |            |                |                   |                      |
| Flyvefisken | P550  | 15.08.1985 | 26.04.1986 | 19.12.1989 | 03.2007    | Тральщик       | Летучая рыба      | P11 Zemaitis         |
| Hajen       | P551  | 02.1988    | 06.08.1989 | 19.08.1990 | 03.2007    | Тральщик       | Акула             | P12 Dzukas           |
| Havkatten   | P552  | 08.1988    | 13.01.1990 | 01.11.1990 | -          | Тральщик       | Зубатка           |                      |
| Laxen       | P553  | 03.1988    | 20.05.1990 | 12.03.1991 | 07.10.2010 | Тральщик       | Сёмга             |                      |
| Makrelen    | P554  | 12.1988    | 08.01.1991 | 04.10.1991 | 07.10.2010 | Тральщик       | Скумбрия          |                      |
| Støren      | P555  | 08.1989    | 01.09.1991 | 24.04.1992 | 07.10.2010 | Тральщик       | Осётр             |                      |
| Sværdfisken | P556  |            | 01.09.1991 | 01.02.1992 | 02.08.2006 | Тральщик       | Меч-рыба          |                      |
| Серия 2     |       |            |            |            |            |                |                   |                      |
| Glenten     | P557  |            | 1992       | 01.02.1992 | 07.10.2010 | Ракетный катер | Коршун            |                      |
| Gribben     | P558  |            | 1992       | 01.07.1993 | 07.10.2010 | Наблюдатель    | Гриф              |                      |
| Lommen      | P559  |            | 1993       | 21.01.1994 | 03.2007    | Наблюдатель    | Гагара            | P14 Aukstaitis       |
| Ravnen      | P560  |            | 1994       | 07.10.1994 | 07.10.2010 | Ракетный катер | Ворон             |                      |
| Skaden      | P561  |            | 1994       | 10.04.1995 | 07.10.2010 | Ракетный катер | Сорока            |                      |
| Viben       | P562  |            | 1995       | 15.01.1996 | 07.10.2010 | Ракетный катер | Чибис             |                      |
| Series 3    |       |            |            |            |            |                |                   |                      |
| Søløven     | P563  |            | 1995       | 27.05.1996 | -          | Наблюдатель    | Морской лев       |                      |

Для трёх кораблей (P550, P551, P559), проданных в марте 2007 года Литве, указаны также новое название и номер в составе ВМС Литвы.
Различие между сериями состоит, в основном, в конфигурации двигательной системы. Серия 2 не оборудована гидравлической помпой, но имеет дополнительный дизель. Серия 3 имеет и помпу, и дизель.